# آمبرسوم
آمبرسوم (به فرانسوی: Ambrussum) یک منطقهٔ مسکونی در فرانسه است که در Villetelle واقع شده‌است.